# Marcelo Grohe
Marcelo Grohe (Campo Bom, 13 januari 1987) is een Braziliaans voetballer die als doelman speelt. In januari 2019 verruilde hij Grêmio voor Ittihad Club.

## Clubcarrière
In 2000 kwam Marcelo Grohe in de jeugdacademie van Grêmio terecht. Op achttienjarige leeftijd werd hij bij het eerste elftal gehaald. In 2005 werd de Braziliaan tweede doelman. Op 18 januari 2006 maakte hij zijn debuut in het eerste elftal in de Campeonato Gaúcho tegen Esporte Clube São Luiz. Grohe speelde Marcelo meer dan tweehonderd competitiewedstrijden voor Grêmio. In januari 2019 verruilde hij Grêmio voor Ittihad Club.

## Clubstatistieken
| Seizoen | Club         | Competitie           | Wedstrijden | Doelpunten |
| ------- | ------------ | -------------------- | ----------- | ---------- |
| 2005    | Grêmio       | Série A              | 0           | 0          |
| 2006    | Grêmio       | Série A              | 20          | 0          |
| 2007    | Grêmio       | Série A              | 5           | 0          |
| 2008    | Grêmio       | Série A              | 0           | 0          |
| 2009    | Grêmio       | Série A              | 10          | 0          |
| 2010    | Grêmio       | Série A              | 3           | 0          |
| 2011    | Grêmio       | Série A              | 6           | 0          |
| 2012    | Grêmio       | Série A              | 32          | 0          |
| 2013    | Grêmio       | Série A              | 1           | 0          |
| 2014    | Grêmio       | Série A              | 35          | 0          |
| 2015    | Grêmio       | Série A              | 23          | 0          |
| 2016    | Grêmio       | Série A              | 28          | 0          |
| 2017    | Grêmio       | Série A              | 23          | 0          |
| 2018    | Grêmio       | Série A              | 18          | 0          |
| 2019/20 | Ittihad Club | Saudi Premier League | 17          | 0          |
| 2020/21 | Ittihad Club | Saudi Premier League | 29          | 0          |
| 2021/22 | Ittihad Club | Saudi Premier League | 28          | 0          |
| 2022/23 | Ittihad Club | Saudi Premier League | 26          | 0          |

## Interlandcarrière
In 2005 speelde Marcelo Grohe twee interlands voor Brazilië –18. In mei 2015 riep bondscoach Dunga hem op voor deelname aan de Copa América 2015 in Chili. Op dat moment had hij nog geen A-interland gespeeld.

## Erelijst
Grêmio
- Campeonato Brasileiro Série B: 2005
- Campeonato Gaúcho: 2006, 2007, 2010, 2018
- Copa do Brasil: 2016
- CONMEBOL Libertadores: 2017
- CONMEBOL Recopa: 2018

 Ittihad Club
- Saudi Professional League: 2022/23
- Saudi Super Cup: 2022

 Brazilië
- Superclásico de las Américas: 2014

Individueel
- Campeonato Brasileiro Série A – Meeste wedstrijden zonder tegendoelpunt: 2016
- Saudi Professional League – Meeste wedstrijden zonder tegendoelpunt: 2022/23
- Saudi Professional League – Doelman van de Maand: augustus 2020, december 2020, april & mei 2021, maart 2022, februari 2023, maart 2023